# روي كوبر (سياسي)
روي كوبر (بالإنجليزية: Roy Cooper) هو سياسي أمريكي، ولد في 5 مارس 1945. حزبياً، نشط في الحزب الجمهوري.